# Parque Geológico Nacional Zhangye Danxia
Parque Geológico Nacional Zhangye Danxia (chinês simplificado: 张掖丹霞国家地质公园), está localizado perto da cidade de Zhangye, na província de Gansu, no noroeste da China. O parque abrange uma área de 510 quilômetros quadrados. Anteriormente um parque rural e área cênica, tornou-se um geoparque nacional em novembro de 2011. Conhecido por suas formações rochosas coloridas, foi votado pelos meios de comunicação chineses como uma das mais belas formações de relevo do país.

## Localização
O parque está localizado no sopé do norte das montanhas Qilian, nos municípios de Linze e Sunan, que estão sob a administração da prefeitura com nível de cidade de Zhangye, na província de Gansu. As principais áreas do relevo de Danxia estão nos vilarejos de Kangle e Baiyin.
A área central do parque, a Área Cênica Linze Danxia, está localizada a 30 quilômetros a oeste do centro Zhangye e há 20 quilômetros ao sul da sede do município de Linze. É a parte mais desenvolvida e mais visitada do parque. A segunda área cênica, Binggou (冰沟), localizada na margem norte do rio Liyuan (梨园河), foi inaugurada oficialmente em 3 de agosto de 2014. Binggou cobre uma área de 300 quilômetros quadrados e sua elevação varia de 1.500 a 2.500 metros acima do nível do mar. A terceira área, a Área Cênica Sunan Danxia, está localizada em Ganjun, ao sul de Linze.

## Paisagem
O parque Zhangye Danxia é conhecido pelas cores inusitadas de suas rochas, que são suaves, nítidas e estão a várias centenas de metros de altura. Eles são o resultado de depósitos de arenito e de outros minerais que ocorreram há mais de 24 milhões de anos. O resultado, semelhante às camadas de um bolo, está ligado à ação das mesmas placas tectônicas responsáveis pela criação de partes das montanhas dos Himalaias. Vento, chuva e tempo então esculpiram formas extraordinárias, incluindo torres, pilares e ravinas, com diferentes cores, padrões e tamanhos.

## Mídia e turismo
Em 2005, o Zhangye Danxia foi votado por um júri de jornalistas de 34 grandes empresas de mídia como uma das mais belas paisagens da China. Em 2009, a revista Chinese National Geography escolheu o Zhangye Danxia como uma das "seis mais belas formações de relevo" da China. A área tornou-se uma atração turística importante para Zhangye. Uma série de calçadões e vias de acesso foram construídos para ajudar os visitantes a explorar as formações rochosas. Em 2014, 100 milhões de yuans foram investidos para melhorar as instalações da área de Binggou.